# Héctor Damián Gadea
Héctor Damián Gadea (f. 11 de agosto de 2005) fue un militar argentino, perteneciente a la Armada, que alcanzó la jerarquía de capitán de navío. Se desempeñó como gobernador de facto de la provincia de Salta entre 1976 y 1977, durante la dictadura autodenominada Proceso de Reorganización Nacional.

## Trayectoria
Ingresó a la Armada Argentina en 1940, egresando de la Escuela Naval Militar como miembro de la promoción 73.
Siendo capitán de corbeta, se encontró al frente del buque de salvamento ARA Diaguita, con asiento en la Base Naval de Mar del Plata. En 1957 comandó el buque de salvamento ARA Guaraní (R-7) con asiento en la Base Naval Ushuaia. En 1964, siendo capitán de fragata fue comandante del submarino ARA Santiago del Estero (S-12) y del patrullero ARA Murature (P-20). En 1972 estuvo al frente de las unidades argentinas que participaron en la Operación UNITAS XIII.
Alcanzó la jerarquía de capitán de navío y en abril de 1976, fue designado gobernador de la provincia de Salta por el presidente de facto Jorge Rafael Videla. Su gestión al frente de la gobernación de Salta, la primera de los gobernantes de facto durante la dictadura autodenominada Proceso de Reorganización Nacional, tras la intervención de una interina, duró exactamente año, puesto que se desempeñó entre el 19 de abril de 1976 hasta el 19 de abril de 1977. Durante su etapa al frente de la gobernación se cometieron diversos secuestros y asesinatos, crímenes de lesa humanidad, como la llamada masacre de Palomitas.